# Dilatation du proventricule
La Dilatation du proventricule ou syndrome de dilatation du proventricule (PPDS syndrome psittacine proventricular dilatation syndrome ou PDD de Proventricular dilatation disease est une maladie qui touche principalement les Psittacidae. Cette maladie, apparue il y a quelques années, touche plus particulièrement les Ara.